# Gephyroberyx darwinii
Gephyroberyx darwinii är en fiskart som först beskrevs av Johnson, 1866.  Gephyroberyx darwinii ingår i släktet Gephyroberyx och familjen Trachichthyidae. Inga underarter finns listade i Catalogue of Life.